# Stylantheca porphyra
Stylantheca porphyra är en nässeldjursart som beskrevs av Fisher 1931. Stylantheca porphyra ingår i släktet Stylantheca och familjen Stylasteridae. Inga underarter finns listade i Catalogue of Life.